# Manuel Rocha
Manuel Rocha Bastos (nacido el 21 de agosto de 1920 en Berisso, Buenos Aires, Argentina) es un ex-futbolista argentino. Jugaba de centrocampista o delantero y su primer club fue Gimnasia La Plata.

## Carrera
Comenzó su carrera en 1937 jugando para Gimnasia La Plata. En 1938 se pasó al Boca Juniors. En 1940 regresó al Gimnasia La Plata. En 1943 se fue a Portugal para formar parte del Os Belenenses. Jugó para el club lisboeta hasta 1947. Ese año se fue a España para formar parte de las filas del Real Madrid, en donde jugó hasta 1948, cuando se retiró definitivamente del fútbol.

## Clubes
| Club              | País      | Año       |
| ----------------- | --------- | --------- |
| Gimnasia La Plata | Argentina | 1937      |
| Boca Juniors      | Argentina | 1938      |
| Gimnasia La Plata | Argentina | 1940      |
| Os Belenenses     | Portugal  | 1943-1947 |
| Real Madrid       | España    | 1947-1948 |